# Trịnh Xuân Ngạn

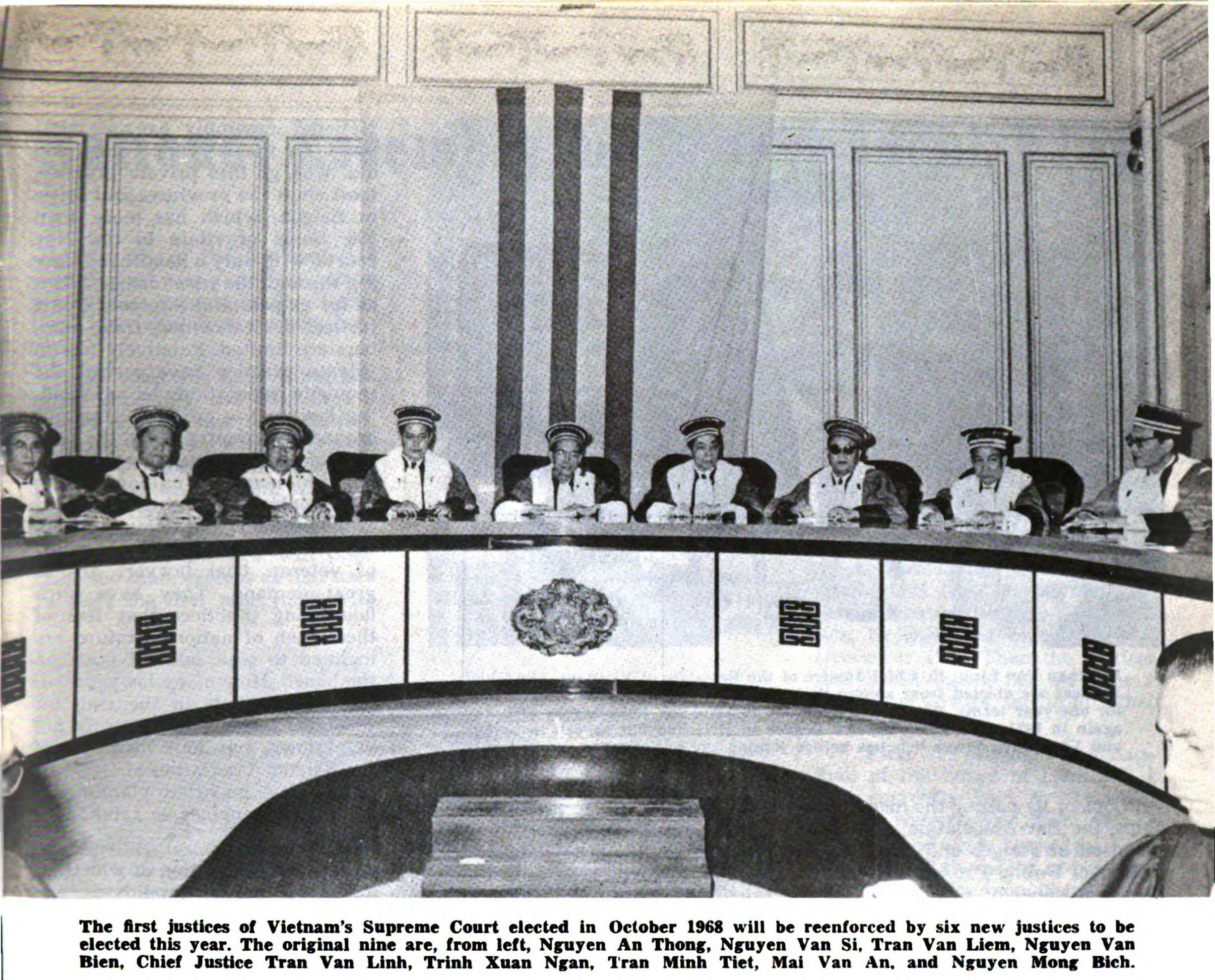
Chín Thẩm phán Tối cao Pháp viện Việt Nam Cộng hòa, người ngồi hàng thứ 6 tính từ trái qua phải chính là Trịnh Xuân Ngạn.

Trịnh Xuân Ngạn (20 tháng 2 năm 1913 – 2 tháng 7 năm 1994) là thẩm phán và giảng viên người Việt Nam. Ông cũng là một trong chín vị Thẩm phán Tối cao Pháp viện Việt Nam Cộng hòa dưới thời Đệ Nhị Cộng hòa.

## Tiểu sử
Trịnh Xuân Ngạn sinh ngày 20 tháng 2 năm 1913 tại Bắc Ninh, Bắc Kỳ, Liên bang Đông Dương.
Năm 1955, ông đậu bằng Tiến sĩ Luật tại Khoa Luật, Viện Đại học Sài Gòn rồi làm giảng viên Khoa Luật kể từ năm 1959. Ông giữ chức thẩm phán Tòa Sơ thẩm Sài Gòn từ năm 1956 đến năm 1962. Kế đến là thành viên Thượng Hội đồng Thẩm phán từ năm 1961 đến năm 1963. Sau đó ông trở thành Chủ tịch Ban Hình sự Tòa Sơ thẩm Sài Gòn từ năm 1962 đến năm 1963. Năm 1968, ông đảm trách vai trò chuyên gia pháp lý tại Thượng nghị viện. Ngày 19 tháng 10 năm 1968, ông được Quốc hội bổ nhiệm làm Thẩm phán Tối cao Pháp viện Việt Nam Cộng hòa cùng 8 vị thẩm phán khác gồm: Trần Văn Linh, Trần Văn Liêm, Trần Minh Tiết, Nguyễn Văn Biện, Nguyễn Văn Sĩ, Nguyễn An Thông, Nguyễn Mộng Bích và Mai Văn An. Nhóm này làm lễ tuyên thệ nhậm chức tại Sài Gòn vào ngày 22 tháng 10 cùng năm. Ngoài ra, ông từng là Chủ tịch Ủy ban Bảo vệ Hiến pháp Tối cao Pháp viện.
Sau biến cố 30 tháng 4 năm 1975, Trịnh Xuân Ngạn bị chính quyền cộng sản đưa đi học tập cải tạo và sức khỏe của ông ngày càng suy yếu do lao động nặng nhọc. Nhờ sự tác động của con trai là Trịnh Xuân Thuận và chính phủ Pháp can thiệp, ông mới được trả tự do và được phép sang Pháp đoàn tụ với gia đình.
Ông qua đời ngày 2 tháng 7 năm 1994 tại Pháp.

## Đời tư
Trịnh Xuân Ngạn là Phật tử. Ông có một người em trai cùng cha khác mẹ là Trịnh Xuân Giới, tiến sĩ sử học, nguyên Hiệu trưởng trường Đoàn Trung ương, nguyên Phó ban Dân vận Trung ương của Việt Nam Dân chủ Cộng hòa và sau này là Cộng hòa Xã hội Chủ nghĩa Việt Nam. Con trai ông tên Trịnh Xuân Thuận là nhà vật lý thiên văn và nhà văn khoa học phổ thông người Mỹ gốc Việt nổi tiếng.